# Cyrtognatha espanola
Cyrtognatha espanola là một loài nhện trong họ Tetragnathidae.
Loài này thuộc chi Cyrtognatha. Cyrtognatha espanola được miêu tả năm 1945 bởi Bryant.